# GSM-R

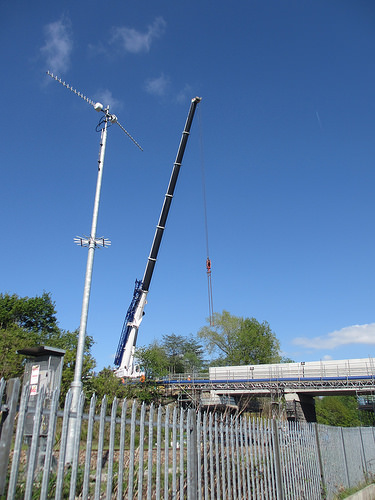
GSM-R 리피터

GSM-R(지에스엠아르, Global System for Mobile Communications – Railway, GSM-Railway)은 철로 통신 및 애플리케이션을 위한 국제 무선 통신 표준이다.
ERTMS(European Rail Traffic Management System)의 하위 시스템이며 열차와 철로 규제 통제 센터 간 통신에 사용된다. 이 시스템은 GSM과 EIRENE – MORANE 사양에 기반을 두며 최대 500 km/h (310 mph)에서 어떠한 통신 두절 없는 성능을 보장한다.
GSM-R 대신 LTE-R을 사용할 수 있으며, 최초 구현체는 대한민국에서 생산되었다. 그러나 LTE는 일반적으로 4G 프로토콜로 간주되며 UIC(국제철도연맹)는 5G(구체적으로 3GPP R15/16) 기반으로 이동할 것을 고려하고 있기 때문에 이 2가지 기술 세대는 건너뛸 것으로 보인다.

## 역사
GSM-R은 GSM 기술에 기반을 두고 있고 GSM 기술 유산에 따른 규모의 경제의 장점이 있으며 기존 비호환 트랙 내 케이블과 아날로그 철도 무선망을 비용 효율적으로 디지털로 교체하는 것이 목표이다. 유럽에서만 35개 이상의 각기 다른 시스템들이 존재한다.
이 표준은 여러 유럽 철도 기업들 간의 10년 이상 협업한 데 따른 결과물이며 통일된 통신 시스템을 사용하여 상호 운용성을 달성하는 것이 목적이다. GSM-R은 ERTMS 표준에 속하며 열차 운전수에 직접 정보 신호를 전달함으로써 높은 수준의 안전과 더불어 더 높은 열차 속도와 교통량을 가능케 한다.
사양은 2000년에 완수되었으며 유럽 연합의 기금 지원을 받은 MORANE(Mobile Radio for Railways Networks in Europe) 프로젝트에 기반을 두고 있다. 이 사양은 국제 철도 연맹의 프로젝트 ERTMS이 관리하고 있다. GSM-R은 전 세계 38개국에 의해 선정되었으며 아시아, 유라시아, 북아프리카의 국가들과 유럽연합의 모든 국가가 포함된다.

## 갤러리

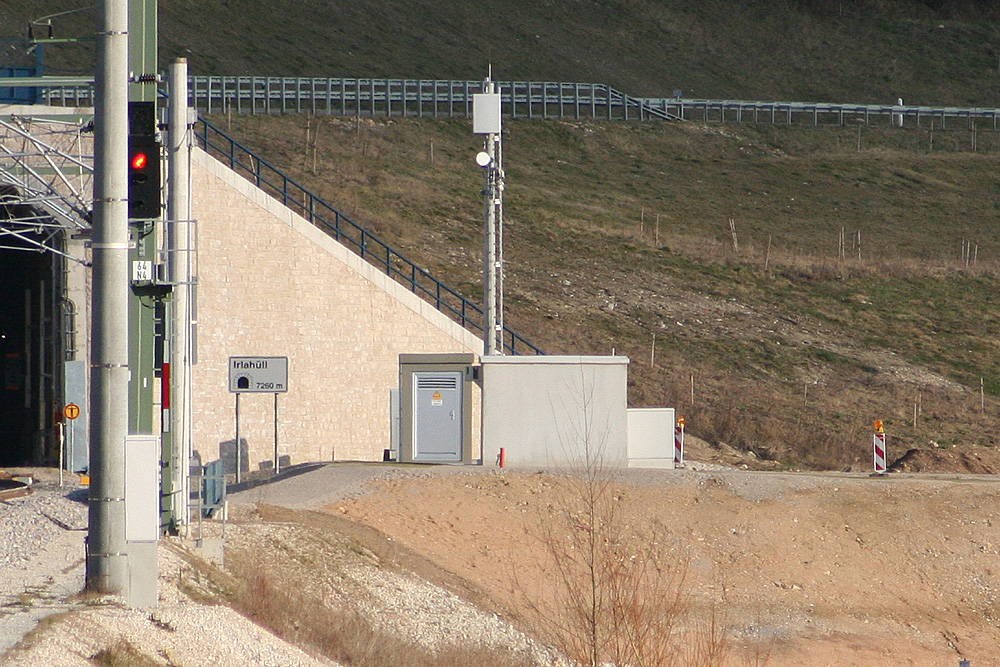
GSM-R 송신기
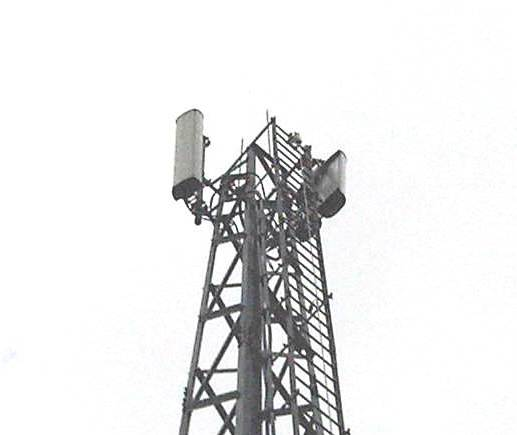
Kathrein GSM-R 패널 안테나